# Distrito de Hatvan
El distrito de Hatvan (húngaro: Hatvani járás) es un distrito húngaro perteneciente al condado de Heves.
En 2013 su población era de 50 872 habitantes. Su capital es Hatvan.

## Municipios
El distrito tiene 2 ciudades (en negrita) y 11 pueblos (población a 1 de enero de 2012):
- Apc (2552)
- Boldog (2975)
- Csány (2204)
- Ecséd (3193)
- Hatvan (20 259) – la capital
- Heréd (1976)
- Hort (3627)
- Kerekharaszt (707)
- Lőrinci (5880)
- Nagykökényes (586)
- Petőfibánya (2754)
- Rózsaszentmárton (1949)
- Zagyvaszántó (1923)